# Luxemburger Kompromiss
Der Luxemburger Kompromiss (auch als Luxemburger Vereinbarung bekannt) legte am 29. Januar 1966 Divergenzen in der Agrarpolitik der EWG bei.

## Vorgeschichte
Vorausgegangen war am 1. Juli 1965 der Abbruch der EWG-Verhandlungen über den Agrarfonds durch Frankreich; das Land sandte danach keinen Vertreter mehr zu den Sitzungen des Rats der Europäischen Gemeinschaft, der damit beschlussunfähig wurde (Politik des leeren Stuhls).

## Inhalt bzw. Gegenstand der Absprache
Der Luxemburger Kompromiss gilt als Minimallösung in einer schweren Europakrise.

### Kernaussage
Der sogenannte Luxemburger Kompromiss sah bei Entscheidungen im Ministerrat vor, dass, auch wenn ein Beschluss grundsätzlich mit  qualifizierter Mehrheit möglich ist, (dennoch) ein Konsens anzustreben ist. Ein „sehr wichtige Interessen“ geltend machender Mitgliedstaat soll nicht „ohne weiteres“ überstimmt werden. Vielmehr ist die Erörterung fortzusetzen, „bis ein einstimmiges Einvernehmen erzielt“ ist. Der Rat muss demnach in Fällen, in denen er grundsätzlich mit qualifizierter Mehrheit entscheiden könnte, bei Beeinträchtigung „sehr wichtiger Interessen“ eines Mitgliedstaates weiterverhandeln.

### Ungelöste Fragen
Die Bestimmung „wichtiges nationales Interesse“ blieb ungeklärt und somit offen.
Unklar blieb ebenfalls die Frage, wie zu verfahren sei, wenn ein Dissens nicht auszuräumen ist.
Im Text der Vereinbarung tritt die fehlende Übereinkunft zwischen Frankreich auf der einen und den übrigen fünf Mitgliedstaaten auf der anderen Seite zutage. Frankreich vertrat die Auffassung, dass in einem solchen Fall so lange verhandelt werden müsse, bis ein einstimmiges Ergebnis erzielt ist. Die anderen Staaten dagegen ließen im Dokument feststellen, dass keine Einigkeit darüber erzielt wurde, was geschehen solle, falls keine Einstimmigkeit erzielt wird.
Der Luxemburger Kompromiss war somit kein Kompromiss, sondern ein Text, der die Uneinigkeit über die Anwendung der Mehrheitsabstimmungen schriftlich fixierte.

### Rechtsqualität
Der Kompromiss ist formalrechtlich nicht rechtsverbindlich, jedoch wird er in der Praxis durchaus eingehalten.
Ihm wird lediglich die Qualität eines Vertrauenstatbestandes zugebilligt.
Durch die Vereinbarung ist eine Art Gewohnheitsrecht entstanden, nach dem Mitgliedsstaaten in wichtigen Fällen so lange weiterverhandeln, bis ein Konsens erzielt wird.
Gleiches ist auch in Bereichen, in denen eigentlich eine qualifizierte Mehrheit als ausreichend vorgesehen ist, überwiegend der Fall.

## Handhabe nach 1966
Nach 1966 erfolgte in der Tat gegen den Willen eines Mitgliedstaates keine Mehrheitsabstimmung. Mehrfach beriefen sich einzelne Mitgliedsländer auf den Kompromiss. Die EEA tastete den Kompromiss nicht an.

## Weiterentwicklungen
In einer abgewandelten Form gilt der Luxemburger Kompromiss bis in die heutige Zeit.

### Vertrag von Amsterdam
Die Einlegung eines Vetos "aus nationalen Gründen" bei einer anstehenden qualifizierten Mehrheitsabstimmung im Bereich der GASP führte gem. Art. 23 Abs. 2 EUV (in der Fassung des Vertrages von Amsterdam) dazu, dass überhaupt keine Abstimmung erfolgt.

### Vertrag von Lissabon
In den aktuellen Verträgen von Lissabon findet sich eine ähnliche Bestimmung in Art. 31 Abs. 2, Unterabsatz 2 EUV: "Erklärt ein Mitglied des Rates, dass es aus wesentlichen Gründen der nationalen Politik, die es auch nennen muss, die Absicht hat, einen mit qualifizierter Mehrheit zu fassenden Beschluss abzulehnen, so erfolgt keine Abstimmung. Der Hohe Vertreter bemüht sich in engem Benehmen mit dem
betroffenen Mitgliedstaat um eine für diesen Mitgliedstaat annehmbare Lösung. Gelingt dies nicht,
so kann der Rat mit qualifizierter Mehrheit veranlassen, dass die Frage im Hinblick auf einen
einstimmigen Beschluss an den Europäischen Rat verwiesen wird."